# زیباسنجاب‌ها
زیباسنجاب‌ها(نام علمی: Callosciurus) نام یک سرده از تیره سنجاب است.